# Fédération Luxembourgeoise de Hockey sur Glace
Fédération Luxembourgeoise de Hockey sur Glace kontrollerar den organiserade ishockeyn i Luxemburg. Luxemburg inträdde den 23 mars 1912 i IIHF.

### Fotnoter
1. ↑  ”Luxembourg”. International Ice Hockey Federation. http://www.iihf.com/iihf-home/countries/Luxembourg.html. Läst 9 april 2012.